# 101마리의 달마시안 개 (영화)
《101마리의 달마시안 개》(영어: One Hundred and One Dalmatians, 문화어: 101마리의 달메시언개) 또는 《101마리 강아지》는 월트 디즈니 피처 애니메이션이 제작한 1961년 미국 애니메이션 영화이다. 이는 월트 디즈니 만화 내용 중 유일하게 시대가 가장 현대적인 만화이다.
월트 디즈니사의 정규 극장판으로는 17번째이며 클라이드 제로니미, 해밀턴 루스케,울프강 라이트만이 감독했고 1961년 1월 25일 RKO 라디오 픽처를 통해 극장에 배급되었다. 후속편인 101마리 강아지 2 : 패치의 런던 대모험은 2003년 비디오로 출시되었다. 그리고 훗날 별개로 크루엘라 라는 중심으로 하는 영화가 따로 탄생했는데 크루엘라라는 주인공은 바로 여기에 등장했던 크루엘라 드빌을 뜻한다.

## 줄거리
한 영국 런던의 로저와 퐁고라는 음악 작곡가와 달마시안 수컷이 살고 있었다. 퐁고는 독신자의 생활은 지겹고, 더구나 로저가 애인 하나 없어서 결국엔 퐁고가 로저하고 함께 사는 가정을 찾기로 했다. 결국엔 바깥을 보면서 개하고 산책하는 여자들을 꼼꼼히 살펴보다가 아니타와 퍼디를 보면서 로저하고 산책 시간에 얼른 찾아가면서 청혼을 하는데 성공하였다.
이후, 로저와 아니타는 한 집에 같이 살게 되었고, 퐁고와 퍼디 역시 같은 집에 살게 되었다. 하지만, 좋은 점이 있으면 나쁜 점이 꼭 따라오는 법. 아니타의 동창생 크루엘라 드빌이 집에 찾아왔다. 그러나 크루엘라 드빌은 로저와 아니타가 살고 있는 아파트 집에서 강아지를 찾는데 아무도 없고, 담배 연기를 여기저기 퍼뜨리는 바람에 민폐를 끼친다. 그리고 크루엘라 드빌은 달마시안의 가죽을 벗겨 코트를 만들려는 나쁜 계획이 따로 있었다. 그리고 아니타가 강아지가 태어나려면 3주가 최소 지나야 볼 수 있다고 말하자, 크루엘라 드빌은 스스로 물러간다.
3주 후, 드디어 퍼디가 임신을 하여 15마리라는 달마시안의 강아지들을 낳는다. 이걸 알아챈 크루엘라 드빌은 얼른 로저와 아니타 집을 찾아가서 15마리 강아지를 내놓으라고 하고 대신 돈을 요구한다. 하지만 로저와 아니타는 당당하게 거절한다, 이에 분노한 크루엘라는 "두고 봐라, 복수한다"라면서 얼른 문을 깨고 사라진다. 다행히 15마리의 강아지는 목숨을 건졌고 집안 사람들은 로저를 대단한 사람으로 여기게 된다.
얼마 후, 15마리 강아지들이 무럭무럭 자라나고, TV에 썬더 볼트 영화를 보게 되었다. TV 영화가 다 끝난 후, 퐁고와 퍼디는 로저와 아니타하고 같이 공원으로 산책하게 되었다. 그런데, 이 무렵에 강아지들을 노리는 사람들이 또 있으니, 바로 자스퍼와 호라스였다.
이들은 로저와 아니타가 집을 비운 사이, 집에 가정부만 남아있을 무렵 당장 로저와 아니타 집을 노려서 15마리의 강아지를 훔치는데 성공하였다. 이에 당황한 가정부는 당장 경찰에 연락하였다. 그런데, 이 계획은 실은 크루엘라 드빌이 자스퍼와 호라스에게 시켜서 강아지를 납치하라고 명령한 것이다.
자스퍼와 호라스는 크루엘라 드빌에게 수고비를 요구했지만 크루엘라 드빌은 거절했다. 그리고 크루엘라 드빌은 로저와 아니타가 살고 있는 집에 전화하면서 가식적으로 걱정하는 척했다.
퐁고와 퍼디는 로저와 아니타가 또 산책할 때에 퐁고가 얼른 다른 개들에게 멍멍이 연락망을 이용해서 강아지들을 훔쳐갔다는 소식을 알리게 된다. 멍멍이 연락망을 통해서 크루엘라 드빌이 사는 집 근처까지 알려졌고, 거기 근처에 사는 야옹이 상사, 말 소대장, 늙은 강아지 대령이 살고 있었기 때문이고, 다시 런던으로 알려졌다. 다행히 이 소식을 통해 알게 된 퐁고와 퍼디는 당장 크루엘라 드빌이 사는 집을 향해 떠난다.
한편, 크루엘라 드빌 쪽으로 잡혀간 15마리의 강아지는 따로 크루엘라 드빌 일행들이 84마리를 돈 주고 샀다. 즉, 99마리의 강아지들을 모아서 나중에 강아지 가죽을 벗겨서 코트를 만들려는 크루엘라 드빌의 나쁜 흉심이었다. 다행히 아직은 강아지들은 모두 죽지는 않았으며, 자스퍼와 호라스는 크루엘라 드빌 집에서 술과 빵을 먹으면서 TV를 보고 있었다.
그런데 어느 날, 크루엘라 드빌이 자스퍼와 호라스에게 찾아가서 경찰이 전국적으로 조사 중이니 오늘 밤에 당장 끝내라고 명령한다. 자칫, 크루엘라 드빌 일당들이 강아지들을 훔쳤다는 사실이 드러나기 때문이다. 그러나 자스퍼와 호라스는 자기들이 보고 싶은 예능 프로를 보고 하겠다고 하자, 크루엘라 드빌이 내일 아침까지 일을 끝내지 않으면 경찰에 신고하겠다고 협박하고 사라진다.
하지만, 이 추측은 크루엘라 드빌의 예언이 들어맞았다, 이유는 이 말을 듣고 있었던 달마시안 99마리 강아지들이 자칫하면 자기들이 희생자가 될 수 있다는 우려로 야옹이 상사의 도움을 받아 빨리 조그만한 구멍을 통해서 빠져나왔기 때문이다. 그 동안 TV를 보느라 정신이 팔린 자스퍼와 호라스는 99마리 강아지들을 놓치고 말았다. 하지만 이는 잠깐일 뿐 다시 잡혔고 이제 막 자스퍼와 호라스에게 죽임을 당할 찰나에 퐁고와 퍼디가 구해줘서 99마리가 또다시 목숨을 건졌다.
퐁고와 퍼디는 15마리 강아지들을 만나서 기뻐했다, 그러나 나머지 84마리도 같이 왔다는 사실을 알게 되었다. 그 이유는 크루엘라 드빌이 99마리 강아지를 이용해 개 가죽 코트를 만들려는 수작을 듣게 되었다.
퐁고와 퍼디는 99마리 강아지들을 데리고 얼른 로저와 아니타가 살고 있는 집을 향해 떠난다. 온갖 겨울 추위와 크루엘라 드빌 일당들에게 쫓고 쫓기는 위기를 맞이했다.
크루엘라 드빌이 101마리 강아지들이 런던으로 가는 트럭에 타는 걸 알아챘고, 자스퍼와 호라스에게도 이 명령을 통해 차를 타고 101마리가 타고 있는 트럭을 쫓는다. 하지만 자스퍼와 호라스가 크루엘라 드빌이 타는 차를 도리어 들이받는 바람에 위기를 모면했고 무사히 런던으로 떠났다.
101마리 강아지는 로저와 아니타가 사는 집으로 돌아오게 되었다.

## 한국판 성우진
- 김준 - 퐁고
- 차명화 - 퍼디
- 이규화 - 로저
- 함수정 - 아니타
- 송도순 - 크루엘라
- 유해무 - 호라스
- 유동현 - 제스퍼
- 온영삼 - 타우저 / 트럭 운전사 / 크레이븐
- 김정희 - 유모
- 임수아 - 루시 (거위) / 퀴니 (암소)
- 정기항 - 대령
- 장광 - 야옹이 상사
- 박상일 - 신부 / 대니
- 최병상 - 스코티 (대니의 친구) / 퀴즈쇼 MC
- 송연희 - 프린세스 (암소)
- 최수민 - 더치스 (암소) / 버드웰
- 이봉준 - 소대장 / 래브라도 / TV 영화 해설
- 이호인 - 콜리 / 심킨스
- 안민영 - 롤리
- 이대원 - 패치
- 장정윤 - 페니
- 오현철 - 럭키
- 프레클스 - 김범준
- 페퍼 - 이성준
- 강아지들 - 노지연, 서재희, 노재민

## 리뷰
《101마리 강아지》은 로튼 토마토의 50개의 리뷰를 기반으로 총 98%의 신선도 평가를 받았으며, 8.19/10의 가중 평균 점수를 받았다..

## 음악
유명한 곡으로는 다음과 같은 곡이 있다:
- "Cruella DeVil"
- "Canine Crunchies"
- "Dalmatian Plantation"

## 같이 보기
- 월트 디즈니 픽처스의 영화 목록
- 디즈니의 장편 애니메이션 영화 목록